# Torneig de les Cinc Nacions 1977
El Torneig de les cinc Nacions de 1977 fou la 48a edició en el format de cinc nacions i la 83a tenint en compte les edicions del Home Nations Championship. Deu partits es van jugar entre el 15 de gener i el 19 de març. França seria la gran dominadora del torneig aconseguint el títol per 6a vegada, a més de guanyar per segona vegada el Grand Slam, ja que va batre a la resta de contrincants. França ho aconseguiria jugant tots els partits amb els mateixos quinze jugadors i sense concedir ni un sol assaig als rivals.Pel que fa als equips britànics i a Irlanda, Gal·les seguiria amb el seu domini i tornaria a vèncer als altres equips no continentals, enduent-se la Triple Corona

## Classificació
| Posició | Nació      | Partits | Partits  | Partits  | Partits | Punts   | Punts     | Punts      | Taula de punts |
| Posició | Nació      | Jugats  | Guanyats | Empatats | Perduts | A Favor | En contra | Diferència | Taula de punts |
| ------- | ---------- | ------- | -------- | -------- | ------- | ------- | --------- | ---------- | -------------- |
| 1       | França     | 4       | 4        | 0        | 0       | 58      | 21        | +37        | 8              |
| 2       | Gal·les    | 4       | 3        | 0        | 1       | 66      | 43        | +23        | 6              |
| 3       | Anglaterra | 4       | 2        | 0        | 2       | 42      | 24        | +18        | 4              |
| 4       | Escòcia    | 4       | 1        | 0        | 3       | 39      | 85        | −46        | 2              |
| 5       | Irlanda    | 4       | 0        | 0        | 4       | 33      | 65        | −32        | 0              |

## Results
| Gal·les | 25–9 | Irlanda | 15 de gener de 1977 - National Stadium, Cardiff Assistència: 55.000 espectadors Àrbitre: N Sanson (Escòcia) |
|         |      |         | 15 de gener de 1977 - National Stadium, Cardiff Assistència: 55.000 espectadors Àrbitre: N Sanson (Escòcia) |

| Anglaterra | 26–6 | Escòcia | 15 de gener de 1977 - Twickenham, Londres Àrbitre: M Joseph (Gal·les) |
|            |      |         | 15 de gener de 1977 - Twickenham, Londres Àrbitre: M Joseph (Gal·les) |

| França | 16–9 | Gal·les | 5 de febrer de 1977 - Parc des Princes, París Assistència: 44.000 espectadors Àrbitre: A Hosie (Escòcia) |
|        |      |         | 5 de febrer de 1977 - Parc des Princes, París Assistència: 44.000 espectadors Àrbitre: A Hosie (Escòcia) |

| Irlanda | 0–4 | Anglaterra | 5 de febrer de 1977 - Lansdowne Road, Dublín Assistència: 58.000 espectadors Àrbitre: F Palmade (França) |
|         |     |            | 5 de febrer de 1977 - Lansdowne Road, Dublín Assistència: 58.000 espectadors Àrbitre: F Palmade (França) |

| Anglaterra | 3–4 | França | 19 de febrer de 1977 - Twickenham, Londres Assistència: 70.000 espectadors Àrbitre: Kelleher (Gal·les) |
|            |     |        | 19 de febrer de 1977 - Twickenham, Londres Assistència: 70.000 espectadors Àrbitre: Kelleher (Gal·les) |

| Escòcia | 21–18 | Irlanda | 19 de febrer de 1977 - Murrayfield, Edimburg Assistència: 70.000 espectadors Àrbitre: M Joseph (Gal·les) |
|         |       |         | 19 de febrer de 1977 - Murrayfield, Edimburg Assistència: 70.000 espectadors Àrbitre: M Joseph (Gal·les) |

| França | 23–3 | Escòcia | 5 de març de 1977 - Parc des Princes, París Assistència: 50.000 espectadors Àrbitre: M Jseph (Gal·les) |
|        |      |         | 5 de març de 1977 - Parc des Princes, París Assistència: 50.000 espectadors Àrbitre: M Jseph (Gal·les) |

| Gal·les | 14–9 | Anglaterra | 5 de març de 1977 - National Stadium, Cardiff Assistència: 50.000 espectadors Àrbitre: D Burnett (Irlanda) |
|         |      |            | 5 de març de 1977 - National Stadium, Cardiff Assistència: 50.000 espectadors Àrbitre: D Burnett (Irlanda) |

| Irlanda | 6–15 | França | 19 de març de 1977 - Lansdowne Road, Dublín Assistència: 50.000 espectadors Àrbitre: A Hosie (Excòcia) |
|         |      |        | 19 de març de 1977 - Lansdowne Road, Dublín Assistència: 50.000 espectadors Àrbitre: A Hosie (Excòcia) |

| Escòcia | 9–18 | Gal·les | 19 de març de 1977 - Murrayfield, Edimburg Assistència: 70.000 espectadors Àrbitre: G Domercq (França) |
|         |      |         | 19 de març de 1977 - Murrayfield, Edimburg Assistència: 70.000 espectadors Àrbitre: G Domercq (França) |